# جهاز استخبارات الدولة الألبانية
خدمة استخبارات الدولة الألبانية (بالألبانية: Shërbimi Informativ Shtetëror)‏ ، المعروفة باسمها المختصر شيش ، هي وكالة المخابرات الأساسية في ألبانيا . سبقه شيخ .

## منظمة
أفراد شيش مدربون تدريباً جيداً ويتم تعيينهم في خمسة فروع:
- فرع العمليات الفنية،
- فرع المخابرات الخارجية،
- فرع مكافحة التجسس،
- فرع مكافحة الجريمة المنظمة،
- فرع مكافحة الإرهاب.

## التسريبات
قام الصحفي بورزو داراغي وفينسنت تريست بعمل قصة عن الكم الهائل من البيانات التي تشاركها (شيش) إلى المؤسسات الحكومية غير المصنفة، والتي نشرت مدفوعات شيش إلى الإنترنت. في التسريبات، كشفت شيش عن وجود ما لا يقل عن ثمانية عملاء ألبانيين سريين، وكشفت عن أسمائهم، ومناصبهم، ورواتبهم ونفقاتهم التي تعمل في بلجيكا واليونان وكوسوفو وإيطاليا ومقدونيا وصربيا.